# Debi Mazar
Deborah Anne Mazar Corcos (Nova Iorque, 13 de agosto de 1964) é uma atriz e personalidade de televisão estadunidense. Ela iniciou sua carreira com papéis coadjuvantes em Goodfellas (1990), Little Man Tate (1991) e Singles (1992), seguidos de papéis principais nas séries de televisão Civil Wars e L.A. Law. Ela interpretou a assessora de imprensa Shauna Roberts na série original da HBO, Entourage. Ela também estrelou o papel de Maggie Amato no série original de maior duração da TV Land, Younger, e, ao lado de seu marido Gabriele Corcos, participou da série Extra Virgin do Cooking Channel.

## Vida inicial
Mazar nasceu no Queens, New York, filha de Nancy e Harry Mazar (Harija Fogelmanis). Seu pai nasceu na Letônia ocupada pelos alemães, em uma família judia. Ela não tinha conhecimento da ascendência de seu pai até os vinte anos, quando ele praticava o catolicismo. Os pais de Mazar anularam o casamento logo depois que ela nasceu, e ela passou a infância em Nova York com a mãe. Quando adolescente, ela se mudou para Long Island, onde morou com os padrinhos.
Mazar saiu de casa aos 15 anos e aos 16 já trabalhava como porteira VIP no Mudd Club em Nova York. Posteriormente ela foi trabalhar na Danceteria. Mazar trabalhou em vários biscates, incluindo venda de joias na Fiorucci com Linda Ramone e Joey Arias, e mais tarde como assistente de dentista.
No início dos anos 1980, Mazar fazia parte da cena noturna do centro da cidade de Nova York, que incluía os artistas Jean-Michel Basquiat, Keith Haring e Kenny Scharf.

## Carreira
Enquanto trabalhava na Danceteria, Mazar conheceu Madonna, que contratou Mazar para fazer sua maquiagem para seu primeiro videoclipe, "Everybody" (1982). Ela apareceu em cinco dos videoclipes de Madonna: "Papa Don't Preach" (1986), "True Blue" (1986), "Justify My Love" (1990), "Deeper and Deeper" (1992) e "Music" (2000). Mazar também originou o cabelo e maquiagem para a peça Speed-the-Plow (1988).
Quando adolescente, Mazar era uma b-girl na cidade de Nova York. Sua primeira aparição na televisão foi no piloto de um programa de dança hip-hop na televisão, Graffiti Rock, em 1984. Ela ganhou seus primeiros seguidores ao interpretar um personagem de Civil Wars no início dos anos 1990. Quando a série foi cancelada, sua personagem foi trazida como um papel recorrente entre as temporadas de 1993 e 1994 do drama de TV L.A. Law.
Mazar desempenhou vários papéis coadjuvantes menores em vários filmes, incluindo Sandy, amiga da amante de Henry Hill em Goodfellas (1990); The Doors (1991); um pequeno papel em Malcolm X (1992), de Spike Lee; Bullets Over Broadway (1994); e como Spice (de Sugar and Spice, com Drew Barrymore como Sugar) em Batman Forever (1995).
Mazar interpretou a vilã Regina, uma Cruella de Vil moderna, no filme Beethoven's 2nd (1993). Ela apareceu nos filmes independentes Inside Monkey Zetterland e Nowhere e em sua comédia de curta duração, Temporarily Yours. Ela apareceu como o gênio no videoclipe do Space Monkeys, "Sugarcane".

Mazar apareceu em um episódio da oitava temporada de Friends ("The One Where Rachel Has a Baby, Part One"). Mazar interpretou "Doreen, the Evil Bitch", uma mulher grávida enlouquecida que divide um quarto de hospital com Rachel. No filme docudrama de 1999, The Insider, ela interpretou a assistente do personagem Lowell Bergman, Debi. De 2000 a 2002, ela interpretou Jackie no drama de televisão That's Life. Ela deu voz à Maria Latore nos jogos Grand Theft Auto III (2001) e Grand Theft Auto: San Andreas (2004). Também em 2004, ela fez uma aparição especial no filme Collateral, no qual ela interpretou a passageira que brigava com seu namorado (Bodhi Elfman) enquanto o protagonista do filme, Max Durocher (Jamie Foxx), os leva para seu destino.